# Matteo Marsaglia
Matteo Marsaglia (ur. 5 października 1985 w Rzymie) – włoski narciarz alpejski specjalizujący się w konkurencjach szybkościowych.

## Kariera
Po raz pierwszy na arenie międzynarodowej pojawił się 22 listopada 2000 roku w Tignes, gdzie w zawodach FIS w slalomie zajął 62. miejsce. Nigdy nie wystąpił na mistrzostwach świata juniorów.
W Pucharze Świata zadebiutował 3 lutego 2008 roku w Val d’Isère, zajmując 16. miejsce w superkombinacji. Tym samym już w swoim debiucie wywalczył pierwsze pucharowe punkty. Pierwszy raz na podium zawodów Pucharu Świata stanął 1 grudnia 2012 roku w Beaver Creek, odnosząc zwycięstwo w supergigancie. Wyprzedził tam Aksela Lunda Svindala z Norwegii i Austriaka Hannesa Reichelta. W klasyfikacji końcowej supergiganta w sezonie 2012/2013 zajął drugie miejsce.
Podczas igrzysk olimpijskich w Pjongczangu w 2018 roku zajął 20. miejsce w supergigancie. Był też między innymi jedenasty w tej samej konkurencji na mistrzostwach świata w Schladming w 2013 roku.
Po sezonie 2022/2023 zakończył karierę.

## Osiągnięcia

### Igrzyska olimpijskie
| Miejsce | Dzień     | Rok  | Miejscowość | Konkurencja | Czas biegu | Strata | Zwycięzca      |
| ------- | --------- | ---- | ----------- | ----------- | ---------- | ------ | -------------- |
| 20.     | 16 lutego | 2018 | Jeongseon   | Supergigant | 1:24,44    | +1,67  | Matthias Mayer |
| 15.     | 7 lutego  | 2022 | Pekin       | Zjazd       | 1:42,69    | +1,37  | Beat Feuz      |
| 18.     | 8 lutego  | 2022 | Pekin       | Supergigant | 1:19,94    | +2,22  | Matthias Mayer |

### Mistrzostwa świata
| Miejsce | Dzień     | Rok  | Miejscowość        | Konkurencja     | Czas biegu | Strata | Zwycięzca           |
| ------- | --------- | ---- | ------------------ | --------------- | ---------- | ------ | ------------------- |
| 15.     | 9 lutego  | 2011 | Ga-Pa              | Supergigant     | 1:38,31    | +2,95  | Christof Innerhofer |
| 11.     | 6 lutego  | 2013 | Schladming         | Supergigant     | 1:23,96    | +1,39  | Ted Ligety          |
| 28.     | 11 lutego | 2013 | Schladming         | Superkombinacja | 2:56,96    | +22,13 | Ted Ligety          |
| 14.     | 5 lutego  | 2015 | Vail/Beaver Creek  | Supergigant     | 1:15,68    | +0,89  | Hannes Reichelt     |
| 28.     | 7 lutego  | 2015 | Vail/Beaver Creek  | Zjazd           | 1:43,18    | +2,48  | Patrick Küng        |
| 32.     | 8 lutego  | 2015 | Vail/Beaver Creek  | Superkombinacja | 2:36,10    | +7,13  | Marcel Hirscher     |
| 43.     | 6 lutego  | 2019 | Åre                | Supergigant     | 1:24,20    | +1,00  | Dominik Paris       |
| 13.     | 9 lutego  | 2019 | Åre                | Zjazd           | 1:19,98    | +1,17  | Kjetil Jansrud      |
| 19.     | 11 lutego | 2021 | Cortina d’Ampezzo  | Supergigant     | 1:19,41    | +1,83  | Vincent Kriechmayr  |
| 24.     | 14 lutego | 2021 | Cortina d’Ampezzo  | Zjazd           | 1:37,79    | +2,39  | Vincent Kriechmayr  |
| 15.     | 12 lutego | 2023 | Courchevel/Méribel | Zjazd           | 1:48,58    | +1,53  | Marco Odermatt      |

### Puchar Świata

#### Miejsca w klasyfikacji generalnej
- sezon 2007/2008: 126.
- sezon 2010/2011: 63.
- sezon 2011/2012: 46.
- sezon 2012/2013: 27.
- sezon 2013/2014: 83.
- sezon 2014/2015: 53.
- sezon 2015/2016: 83.
- sezon 2017/2018: 126.
- sezon 2018/2019: 75.
- sezon 2019/2020: 90.
- sezon 2020/2021: 74.
- sezon 2021/2022: 51.
- sezon 2022/2023: 65.

#### Miejsca na podium chronologicznie
| Nr | Dzień      | Rok  | Miejscowość  | Konkurencja | Czas biegu | Lok. | Strata | Zwycięzca          |
| -- | ---------- | ---- | ------------ | ----------- | ---------- | ---- | ------ | ------------------ |
| 1. | 1 grudnia  | 2012 | Beaver Creek | supergigant | 1:14,68    | 1.   | –      | –                  |
| 2. | 14 grudnia | 2012 | Val Gardena  | supergigant | 1:38,02    | 2.   | +1,07  | Aksel Lund Svindal |